# Felipe de Sola Cañizares
Felipe de Sola y Cañizares (en catalán: Felip de Solà i Cañizares; Barcelona, 28 de noviembre de 1905  - Estrasburgo, 30 de abril de 1965 ) fue un abogado y político español, diputado a Cortes en 1933.

## Biografía
Hijo de Felip de Solà de Prats y de Marina Cañizares i Miró, soprano de origen catalán nacida en La Habana, era licenciado en Derecho y se especializó en derecho comparado. En 1930 era un destacado miembro del partido Derecha Liberal Republicana en Cataluña y conspiró contra la monarquía. En 1931 fue elegido concejal del Ayuntamiento de Barcelona por la Conjunción Republicano-Socialista, pero en 1932 la abandonó e ingresó en la Lliga Catalana, partido del que fue jefe de la sección política con Bausili Vidal i Guardiola, y con el que fue elegido diputado por la circunscripción de Barcelona ciudad en las elecciones generales de 1933. 
No renovó su escaño en las elecciones generales de 1936, y al estallar la guerra civil española se exilió a Francia. Inicialmente firmó el manifiesto de los dirigentes de la Lliga favorable al alzamiento militar de julio de 1936, pero en abril de 1937 se desdijo y defendió la legalidad republicana y el gobierno autonómico catalán. En 1945 intentó reactivar la Lliga Catalana y el diario La Veu de Catalunya con Modest Sabaté, participó en las actividades de la oposición antifranquista y en 1956 fue nombrado secretario general de la Academia Internacional de Derecho Comparado de La Haya. Murió en Estrasburgo en 1965.

## Obras
- El moviment revolucionari a Catalunya (1932)
- Les lluites socials a Catalunya (1812-1934) (1934)
- Iniciación al derecho comparado (1954)
- Tratado de derecho comercial comparado (1964)

Poesía
- Els dos amors. A Regina (presentado a los Juegos Florales de Barcelona de 1924)
- Desil·lusió (presentado a los Juegos Florales de Barcelona de 1924)